# Donjon de Buenc
Le donjon de Buenc est une ancienne tour forte, du milieu du XIIe siècle, centre de la seigneurie de Buenc (ou Bohan), dont les vestiges se dressent sur la commune d'Hautecourt-Romanèche dans le département de l'Ain en région Auvergne-Rhône-Alpes.
Le donjon fait l’objet d’une inscription au titre des monuments historiques par arrêté du 28 juin 1974.
La pelouse sèche du donjon de Buenc est classée zone naturelle d'intérêt écologique, faunistique et floristique (ZNIEFF) de type I.

## Situation
Le donjon de Buenc est situé dans le département français de l'Ain sur la commune d'Hautecourt-Romanèche, à 1 kilomètre à l'ouest-sud-ouest, sur une hauteur. Cette tour de plusieurs mètres de haut, constituée de pierres, relève maintenant du domaine privé. Elle ne peut pas se visiter mais plusieurs chemins aboutissent à quelques mètres de son entrée. Elle est située sur une colline dominant le bourg et, de ce fait, est visible par tous, y compris des collines avoisinantes.

## Histoire
La seigneurie avec château fort est dès le XIIIe siècle la possession des gentilshommes du nom et armes de Bohan. Les seigneurs de Bohan sont cités depuis 1145. Le 1er août 1294 Jean de Bohan, chevalier, en reçoit l'inféodation avec la justice haute, moyenne et basse, du comte Amédée V de Savoie. Le 1er août 1294, par lettre datée à Saint-Georges-d'Espéranche, Jean de Bohan après avoir joui de la seigneurie la transmet à ses successeurs parmi lesquels figure Hugonin de Bohan.
Hugonin de Bohan, par contrat passé le lundi avant la fête de Saint-Michel de l'an 1300 et daté de Pont-d'Ain, vend la seigneurie et le château de Buenc au comte de Savoie Amédée V (qui a déjà obtenu Coligny-le-Neuf du dauphin Humbert Ier). Sont présents : Guillaume, abbé d'Ambronay ; Hugues de La Rochette et Guichard de Vaux, chevaliers.
Le 5 juillet 1337, Aymon de Savoie remet par traité à Édouard Ier de Beaujeu-, sire de Beaujeu les seigneuries et châteaux de Buenc et de Coligny-le-Neuf avec 40 000 livres viennoises, en considération que ce dernier avait fait hommage des villes et seigneuries de Lent et de Toissey (Thoissey) en Dombes, et en récompense des dommages qu'avait eu à subir son père, Guichard, seigneur de Beaujeu, capturé par le Dauphin lors de la bataille de Varey. Le comte de Savoie, par traité conclu en l'abbaye d'Ambronay, donne à Édouard en fief lesdites places de Buenc et de Coligny pour les tenir en mêmes prérogatives que Louis de Savoie, seigneur de Vaud, et Jacques de Savoie, seigneur de Piémont, possédaient les terres de leurs apanages. À la suite de ce traité, le seigneur de Beaujeu ayant été fait seigneur de Buenc, il y établit un juge et des officiers, les appellations desquels ressortissaient au bailliage de Beaujolais, situation qui a perduré jusqu'à la restitution de ses États faite au duc Emmanuel-Philibert en 1559.
Antoine, son fils, seigneur de Beaujeu et de Dombes, avec le consentement du comte de Savoie, aliène en 1371 la seigneurie de Buenc, à Humbert de La Baume, marié à Catherine de Luyrieux, chevalier, seigneur de Fromentes avec justice haute, moyenne et basse, à la réserve de l'hommage et du ressort ; ce dernier n'en avait jusqu'alors que la garde pour le seigneur de Beaujeu, tel qu'il est dit dans une déclaration qu'Antoine de Beaujeu fait en l'an 1370 dans laquelle il tient déchargé le seigneur de Fromentès de l'incendie du château de Buenc. Le 29 janvier 1372, Humbert de La Baume fait hommage à Paris en l'hôtellerie de l'Ours, de la seigneurie à Édouard, seigneur de Beaujeu. Sont présents : Girard d'Estrées, docteur ès lois, chancelier de Savoie en 1362-1391, seigneur de Baneins par achat en 1364 ; Simon de Dracé, Girard de Chintré et Jean de Chales, chevaliers. En 1390, un désaccord entre le seigneur de Beaujeu et le seigneur de Fromentès se solde par la prise en force du château de Buenc par des troupes envoyés par le seigneur de Beaujeu, au détriment d'Humbert de La Baume qui en appelle alors au comte de Savoie. Le comte convoque les deux protagoniste dans la ville de Bourg et ordonne que le château de Buenc soit remis au maréchal de Savoie le jour de l'assignation, le 29 mai 1390, jusqu'à ce que le différend soit réglé. Édouard II de Beaujeu, cousin germain et successeur d'Antoine, se fit représenter par Guichard et Guy de Marzé, Rodolphe de Trezettes et Guillaume de Viege, chevaliers, Vincent de Briandas, docteur ès lois et Philippes Hugan, licencié en droit, ce que le comte n'accepta pas : il convoqua de nouveau les deux protagonistes à paraître en personne devant lui dans cette même ville de Bourg le 15 juin suivant. Dans la crainte de perdre, Édouard II consentit à ce que le seigneur de Fromentès soit rétabli dans la possession du château de Buenc, à la suite de quoi Humbert de La Baume en reprit la possession et, mourant, le laissa à son fils Bon de La Baume, seigneur de Fromentès.
Bon, fils d'Humbert de La Baume, mort sans enfant, c'est sa sœur, Huguette de La Baume, qui reçoit la succession et porte en dot la terre de Buenc à Jacques de Coligny dit Jacquemart, Ier du nom († v. 1434), seigneur de Coligny-le-Vieux, d'Andelot etc.
Elle restera dans la famille de Coligny au titre de baronnie jusqu'en 1494 où elle est vendue en réméré, puis rachetée en 1497 (troisième branche de Coligny-Cressia dont la souche est Antoine, † 1496). Elle est cédée définitivement en 1656 à Madeleine de Berny, veuve de François Hérard, bourgeois de Lyon, laquelle la lègue en 1660 à son petit-fils François Loubat, écuyer, dont les descendants en jouissaient encore en 1789.